# Liste der Baudenkmäler in Bernried am Starnberger See

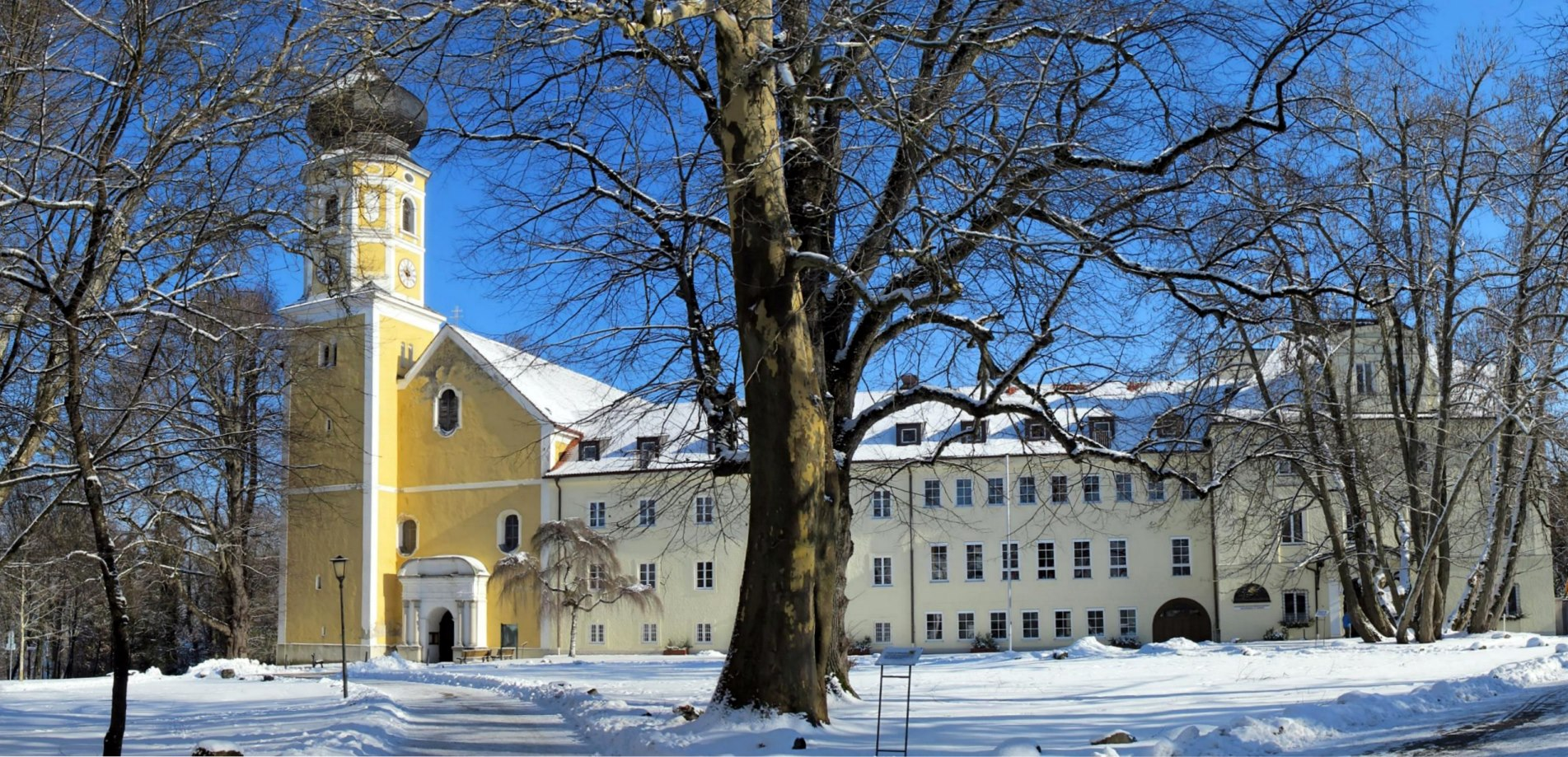
Kloster Bernried mit Pfarrkirche St. Martin

Auf dieser Seite sind die Baudenkmäler in der oberbayerischen Gemeinde Bernried am Starnberger See zusammengestellt. Diese Tabelle ist eine Teilliste der Liste der Baudenkmäler in Bayern. Grundlage ist die Bayerische Denkmalliste, die auf Basis des Bayerischen Denkmalschutzgesetzes vom 1. Oktober 1973 erstmals erstellt wurde und seither durch das Bayerische Landesamt für Denkmalpflege geführt wird. Die folgenden Angaben ersetzen nicht die rechtsverbindliche Auskunft der Denkmalschutzbehörde.

## Baudenkmäler nach Ortsteilen

### Bernried
| Lage                                              | Objekt                                                    | Beschreibung | Akten-Nr.              | Bild                             |
| ------------------------------------------------- | --------------------------------------------------------- | --- | ---------------------- | -------------------------------- |
| Am Hopfgarten 1 (Standort)                        | Beim Welsch                                               | Ehemaliger Bauernhof, zweigeschossiger Blockbau mit flachem Satteldach und Giebelbundwerk, Ende 17. Jahrhundert, Wirtschaftsteil modernisiert. | D-1-90-115-3 Wikidata  | weitere Bilder                   |
| Am Hopfgarten 5 (Standort)                        | Beim Schmied                                              | Ehemaliges Kleinbauernhaus, zweigeschossiger verputzter Einfirsthof mit flachem Satteldach und Hochlaube, um 1685, verändert im 19. Jahrhundert, Wirtschaftsteil modernisiert. | D-1-90-115-4 Wikidata  | weitere Bilder                   |
| Bahnhofstraße 12 (Standort)                       | Landhaus                                                  | Zweigeschossiger Putzbau auf hohem Sockelgeschoss mit steilem Satteldach, polygonalem Erkerturm und ausgewiesenem Treppenhaus, teilweise mit Zierfachwerk, von Johann Wook, bezeichnet 1910 | D-1-90-115-5 Wikidata  | weitere Bilder                   |
| Bahnhofstraße 25, Im Bahnhof Bernried (Standort)  | Bahnhofsgebäude                                           | Zweieinhalbgeschossiger, unverputzter Backsteinbau mit flachem Walmdach und Ecklisenen, um 1865; Ehemaliges Bahnhofsnebengebäude, erdgeschossiger Ständerbau mit flachem Satteldach und mittigem Backsteinabteil, gleichzeitig. | D-1-90-115-6 Wikidata  | weitere Bilder                   |
| Buchenwald; Im Wildpark; Obere Wiesen (Standort)  | Bernrieder Park                                           | Landschaftspark auf der Grundlage des ehemals klösterlichen Hüteparks für Baron von Wendland geplant und ausgeführt von Carl von Effner, im englischen Stil, 1853/63, der südliche Teil ab 1914 von Wilhelmine Busch-Woods durch weitere Wegebaumaßnahmen und durch eine Parkpflege in romantischem Sinne überformt und ergänzt. Der Park erstreckt sich vom ehemaligen Kloster aus nach Süden und wird begrenzt durch das Seeufer im Osten, die südliche Grenze der Grünfläche „Unterer Spitz“ und durch die Allee (Reitweg) im Westen. An seinem nordwestlichen Randbereich und in Ortskernnähe hat der Park in jüngerer Zeit störende Eingriffe erfahren; hier reduziert sich seine Ausdehnung um die bebauten Grundstücke östlich des Reitweges, die Anlage des Friedhofs und den Bereich der Schule. (Zur Geschichte des Parks) | D-1-90-115-26          | weitere Bilder                   |
| Dorfstraße 3 (Standort)                           | Ehemaliges Hofmarksrichterhaus                            | Später Pfarrhaus, Schule und Lehrerwohnung, schlichter zweigeschossiger Putzbau mit Walmdach, 1. Hälfte 18. Jahrhundert, im Kern älter, kleiner seitlicher Anbau um 1900 | D-1-90-115-7 Wikidata  | weitere Bilder                   |
| Dorfstraße 14 (Standort)                          | Beim Dengg                                                | Ehemaliges Kleinbauernhaus, verschalter zweigeschossiger Blockbau mit flachem Satteldach und traufseitiger Laube, Ende 17. Jahrhundert | D-1-90-115-8 Wikidata  | weitere Bilder                   |
| Dorfstraße 24 (Standort)                          | Wegkreuz                                                  | Barocker Holz-Korpus, Mitte 18. Jahrhundert Kruzifix und Gehäuse erneuert. | D-1-90-115-19 Wikidata | weitere Bilder                   |
| Dorfstraße 26 (Standort)                          | Ehemaliger Sommerkeller                                   | Vierschiffiger Tiefkeller mit mächtigen Tonnengewölben, 18. Jahrhundert, um 1859/60. erweitert. | D-1-90-115-30 Wikidata | BW                               |
| Flur Hapberg (Standort)                           | Feldkapelle                                               | Sogenannte Pestkapelle, kleiner verputzter Rechteckbau mit weit vorkragendem Satteldach und Dachreiter, 18./19. Jahrhundert | D-1-90-115-25 Wikidata | weitere Bilder                   |
| Im Wildpark (Standort)                            | Teehaus                                                   | Ehemaliger Teepavillon, zweigeschossiger verputzter Quaderbau mit flachem Satteldach im Stil der Neurenaissance, 1868, Erweiterung 1935 und Anbau der beiden Flügel 1950; Nebengebäude, eingeschossige Blockhütte mit Halbwalmdach, 2. Viertel 20. Jahrhundert | D-1-90-115-18 Wikidata | Teehaus                          |
| Karwendelstraße 3; Wettersteinstraße 6 (Standort) | Landhaus                                                  | Zweigeschossiger Gruppenbau auf hohem Sockelgeschoss mit Mezzanin, Zwerchgiebeln und historisierender Fassadengliederung, von Domenico di Fabbro für sich selbst erbaut, 1893/94; Hauskapelle, kleine Rundkapelle mit Kuppeldach, im historisierenden Stil, von Domenico del Fabbro, bezeichnet 1931/32 | D-1-90-115-9 Wikidata  | weitere Bilder                   |
| Kirchweg (Standort)                               | Kriegerdenkmal                                            | Pavillonartiger Aufbau mit Zwiebelhaube und eingestelltem Hl. Martin auf Postament, um 1920 | D-1-90-115-20 Wikidata | Kriegerdenkmal                   |
| Klosterhof 4 (Standort)                           | Ehemals Torgebäude des Klosters mit Ökonomie, dann Schule | Ehemaliger eingeschossiger langgestreckter Putzbau mit Satteldach und Durchfahrt, dendrochronologisch datiert 1672, Aufstockung 1768, Umgestaltung der Fassaden bezeichnet 1789. | D-1-90-115-10 Wikidata | weitere Bilder                   |
| Klosterhof 6 (Standort)                           | Simultankirche Mariä Himmelfahrt                          | Ehemalige Katholische Hofmarkskirche, im Kern gotischer Saalbau mit eingezogenem Polygonalchor und Lisenengliederung, 1382, Fassadenturm mit spitzer Zwiebelhaube 1530, wohl von Caspar Feichtmayr d. Ä., 1693 barockisiert, Anbau der nördlichen Wallfahrtskapelle, sogenannte Gruftkapelle, 1672; mit Ausstattung; Friedhof mit Grabdenkmälern vornehmlich des 19. und frühen 20. Jahrhunderts. | D-1-90-115-2 Wikidata  | weitere Bilder                   |
| Klosterhof 8 (Standort)                           | Südflügel des ehemaligen Augustinerchorherrenstiftes      | Sogenanntes Schloss, dreigeschossig mit Satteldach und reicher Putzgliederung, ursprünglich 1400 und nach schwerer Beschädigung 1653/55 weitestgehend neu errichtet, Umgestaltung durch Eduard Riedel 1852/53; Nord- und Ostabschnitt der ehemaligen Klostermauer mit zinnenbekrönten Rundtürmen, 16. Jahrhundert; Marienkapelle in niedrigem Rechteckturm, 1684 | D-1-90-115-11 Wikidata | weitere Bilder                   |
| Klosterhof 10 (Standort)                          | Katholische Pfarrkirche St. Martin                        | Ehemalige Augustinerchorherren-Stiftskirche, Saalkirche mit gerade schließendem Chor, nördlichem Fassadenturm mit Oktogon und Zwiebelhaube, Lisenengliederung und aufwändigem Westtor, im Kern romanischer Bau 12. Jahrhundert, Turmunterbau spätmittelalterlich, tiefgreifender barocker Umbau ab 1659/63, Turmobergeschoss 1866/77; mit Ausstattung | D-1-90-115-1 Wikidata  | weitere Bilder                   |
| Lindenallee 1 (Standort)                          | Ortsschild                                                | Gusseisen, um 1860/70 | D-1-90-115-29 Wikidata | Ortsschild                       |
| Lindenallee 1 (Standort)                          | Denkmal des Schriftstellers Karl Tanera                   | Von Steinbank flankierter Pfeileraufbau mit Bronze-Reliefbildnis, bezeichnet 1908. | D-1-90-115-27 Wikidata | weitere Bilder                   |
| Reitweg 2 (Standort)                              | Beim Gstupper                                             | Wohnteil des ehemaligen Kleinbauernhauses, zweigeschossiger Blockbau mit Flachsatteldach, Laube und Zierbund, bezeichnet 1685. | D-1-90-115-12 Wikidata | weitere Bilder                   |
| Reitweg 9 (Standort)                              | Beim Stallbartl                                           | Auch Afra-Haus genannt, ehemaliges Kleinbauernhaus, zweigeschossiger Blockbau mit flachem Satteldach und giebelseitiger Laube, Mitte 17. Jahrhundert. | D-1-90-115-13 Wikidata | weitere Bilder                   |
| Reitweg 10 (Standort)                             | Beim Webertoni                                            | Ehemaliges Kleinbauernhaus, zweigeschossiger Putzbau mit Flachsatteldach und Hochlaube, um 1815. | D-1-90-115-14 Wikidata | weitere Bilder                   |
| Seeshaupter Straße 2 (Standort)                   | Villa                                                     | Erdgeschossiger Schopfwalmdachbau mit holzverschaltem Giebel und Kniestock, Treppenhausrisalit mit Rundbogenportal, Bodenerker und Loggia, in späthistoristischen Formen mit Anklängen an die Reformarchitektur, für Hans von Liebig, von Eugen Behles, 1901. | D-1-90-115-33          | Villa                            |
| Seeshaupter Straße 5 (Standort)                   | Landhaus, sogenannte Villa Marie                          | Zweigeschossiger Putzbau mit flachem Satteldach, Flugpfette, trauf- und giebelseitiger Laube und erdgeschossigem Bodenerker, im Heimatstil, von Kurt Hertel,1908 | D-1-90-115-31          | Landhaus, sogenannte Villa Marie |
| Tutzinger Straße 7 (Standort)                     | Beim Roller                                               | Ehemaliges Kleinbauernhaus, zweigeschossiger Einfirsthof in verputzter Blockbauweise mit Flachsatteldach und traufseitiger Laube, im Kern Ende 17. Jahrhundert. | D-1-90-115-15 Wikidata | weitere Bilder                   |
| Tutzinger Straße 12 (Standort)                    | Ehemaliger Meierhof des Augustiner-chorherrenstifts       | Zweigeschossige verputzte Vierflügelanlage mit Satteldach bestehend aus Südtrakt (Wohnbau), Ost- und Nordtrakt (Wirtschaftsgebäude) sowie Westtrakt (ehemals Brauerei), im Kern 1639, Veränderungen im 18. und 19. Jahrhundert, schmiedeeiserner Ausleger frühes 20. Jahrhundert, Fassadenmalerei an Süd- und Nordtrakt von Karl Gries 1949; Vorplatz mit Gusseisenbrunnen im Stil der Neurenaissance, 19. Jahrhundert; Parktor, ehemals von Schloss Höhenried, schmiedeeisern, im Stil des Neubarock, frühes 20. Jahrhundert; Ehemaliges Wirtschaftsgebäude, sogenannter Schweinestall, erdgeschossiger Satteldachbau mit Gewölbekeller, Ende 18. Jahrhundert. | D-1-90-115-16 Wikidata | weitere Bilder                   |
| Valleyweg 1 (Standort)                            | Landhaus                                                  | Zweigeschossiger Gruppenbau mit Fachwerk-Obergeschoss, Backsteinornamenten und Schopfwalmdächern, um 1900 | D-1-90-115-17 Wikidata | weitere Bilder                   |

### Höhenried
| Lage                           | Objekt                  | Beschreibung | Akten-Nr.              | Bild             |
| ------------------------------ | ----------------------- | --- | ---------------------- | ---------------- |
| Höhenried 1 (Standort)         | Schloss Höhenried       | Villa, zweigeschossiger Walmdachbau mit vorgezogenem Balustradenbalkon und Steinportal, östlich und westlich angesetzten Rundtürmen, kleinem Treppenturm und von Arkaden eingefasstem und angefügtem Gartenhof und Brunnenhof, in historisierenden Formen von Michael Aicher, 1937/40; Ehemaliges Wirtschaftsgebäude, zweigeschossiger Putzbau mit Krüppelwalmdach, Dachreiter und Giebellaube, im Heimatstil, gleichzeitig; Westlicher Vorgarten, Gartenparterre mit Balustradeneinfassung und barockisierender Kapelle mit Zwiebelhaube, gleichzeitig; Villenpark, Landschaftspark im englischen Stil mit integrierter Nord- und Westallee des 18. Jahrhunderts, gleichzeitig. | D-1-90-115-21 Wikidata | weitere Bilder   |
| Höhenried 29 (Standort)        | Ehemaliges Portiershaus | Kleiner erdgeschossiger Putzbau mit Walmdach, in barockisierenden Formen, wohl um 1935; Parktor, schmiedeeisern, gleichzeitig. | D-1-90-115-23 Wikidata | weitere Bilder   |
| In Höhenried (Standort)        | Bildstock               | Massives Heiligenhäuschen mit kreuztragendem Christus in halbrunder Nische, wohl 18. Jahrhundert. | D-1-90-115-24 Wikidata | weitere Bilder   |
| In Höhenried (Standort)        | Marmorsarkophage        | Grabstätte von Wilhelmine Busch-Woods († 1952) und Sam Edison Woods, in Form eines kleinen Friedhofs auf einem Plateau über dem Ufer des Starnberger Sees (sogenannter Wilhelminenplatz) angelegt, zwei Marmorsarkophage mit massiver Einfriedung und Ruhebank, eingeschlossen von zwei Torpfeilern mit schmiedeeisernen Gittern, nach 1952. | D-1-90-115-28 Wikidata | Marmorsarkophage |
| Tutzinger Straße 14 (Standort) | Ehemaliges Portiershaus | Kleiner erdgeschossiger Putzbau mit Walmdach, um 1935; Parktor, Steinpfeiler mit schmiedeeisernen Gittern, gleichzeitig. | D-1-90-115-22 Wikidata | weitere Bilder   |